# Сельское поселение Топкановское
Сельское поселение Топкановское — бывшее (до 2015) муниципальное образование со статусом сельского поселения в упразднённом Каширском муниципальном районе Московской области России.

## Общие сведения
Образовано в ходе муниципальной реформы, в соответствии с Законом Московской области от 28.02.2005 года № 71/2005-ОЗ «О статусе и границах Каширского муниципального района и вновь образованных в его составе муниципальных образований».
Административный центр — посёлок Богатищево.
Администрация располагалась по адресу: 142930, Московская область, Каширский район, п. Богатищево, ул. Новая, д. 10.
Упразднено 11 октября 2015 в связи с преобразованием Каширского муниципального района в городской округ.

## Население
| 2006  | 2007  | 2008  | 2009  | 2010  | 2011  |
| ----- | ----- | ----- | ----- | ----- | ----- |
| 3341  | ↘3237 | ↘3229 | ↘3220 | ↘3040 | ↗3075 |
| 2012  | 2013  | 2014  | 2015  |       |       |
| →3075 | ↘3045 | ↘3013 | ↗3023 |       |       |

## География
Располагалось в юго-восточной части Каширского района. Граничило с сельским поселением Домнинским, сельским поселением Клишинским Озёрского района, сельскими поселениями Машоновским и Струпненским Зарайского района, сельским поселением Узуновским Серебряно-Прудского района, а также Венёвским районом Тульской области. Площадь территории сельского поселения — 9726 га.

## Состав сельского поселения
В состав сельского поселения входили 12 населённых пунктов упразднённой административно-территориальной единицы — Топкановского сельского округа:
- посёлки Богатищево, Маслово;
- деревни Богатищево, Вослинка, Козьяково, Колмна, Маслово, Острога, Растовцы, Романовка, Срезнево, Топканово.